# ميشيل كارون
ميشيل كارون هو سياسي كندي، ولد في 14 يناير 1763 في كندا، وتوفي في 26 ديسمبر 1831 في كندا. انتخب Member of the  Legislative Assembly of Lower Canada ‏ عن دائرة Saint-Maurice (Lower Canada electoral district) ‏ (1804 – 1814).